# Prerogatywa
Ten artykuł należy dopracować:

przedstawiono sytuację tylko z polskiej perspektywy – artykuł powinien być przekrojowy.
Pomóż go poprawić. Na stronie dyskusji mogą znajdywać się pomocne komentarze.
Prerogatywa (łac. praerogativa) – przywilej, uprawnienie wynikające z zajmowanego stanowiska.
W systemach parlamentarnych kompetencje głowy państwa wyłączone spod kontroli organu przedstawicielskiego, czyli w praktyce niewymagające kontrasygnaty rządowej. 
Pojęcie ukształtowało się w Anglii dla określenia tych uprawnień króla, które mógł wykonywać bez uzgadniania z parlamentem.

## Polska (według konstytucji z 1997)
W polskim prawie konstytucyjnym termin ten najczęściej odnosi się do wydawanych przez prezydenta aktów urzędowych, niewymagających dla swojej ważności podpisu prezesa Rady Ministrów (kontrasygnaty). Obecna Konstytucja Rzeczypospolitej Polskiej wylicza, w art. 144 ust. 3, trzydzieści prerogatyw prezydenta.

1. Prezydent Rzeczypospolitej, korzystając ze swoich konstytucyjnych i ustawowych kompetencji, wydaje akty urzędowe.
2. Akty urzędowe Prezydenta Rzeczypospolitej wymagają dla swojej ważności podpisu Prezesa Rady Ministrów, który przez podpisanie aktu ponosi odpowiedzialność przed Sejmem.
3. Przepis ust. 2 nie dotyczy:
1) zarządzania wyborów do Sejmu i Senatu,
2) zwoływania pierwszego posiedzenia nowo wybranych Sejmu i Senatu,
3) skracania kadencji Sejmu w przypadkach określonych w Konstytucji,
4) inicjatywy ustawodawczej,
5) zarządzania referendum ogólnokrajowego,
6) podpisywania albo odmowy podpisania ustawy,
7) zarządzania ogłoszenia ustawy oraz umowy międzynarodowej w Dzienniku Ustaw Rzeczypospolitej Polskiej,
8) zwracania się z orędziem do Sejmu, do Senatu lub do Zgromadzenia Narodowego,
9) wniosku do Trybunału Konstytucyjnego,
10) wniosku o przeprowadzenie kontroli przez Najwyższą Izbę Kontroli,
11) desygnowania i powoływania Prezesa Rady Ministrów,
12) przyjmowania dymisji Rady Ministrów i powierzania jej tymczasowego pełnienia obowiązków,
13) wniosku do Sejmu o pociągnięcie do odpowiedzialności przed Trybunałem Stanu członka Rady Ministrów,
14) odwoływania ministra, któremu Sejm wyraził wotum nieufności,
15) zwoływania Rady Gabinetowej,
16) nadawania orderów i odznaczeń,
17) powoływania sędziów,
18) stosowania prawa łaski,
19) nadawania obywatelstwa polskiego i wyrażania zgody na zrzeczenie się obywatelstwa polskiego,
20) powoływania Pierwszego Prezesa Sądu Najwyższego,
21) powoływania Prezesa i Wiceprezesa Trybunału Konstytucyjnego,
22) powoływania Prezesa Naczelnego Sądu Administracyjnego,
23) powoływania prezesów Sądu Najwyższego oraz wiceprezesów Naczelnego Sądu Administracyjnego,
24) wniosku do Sejmu o powołanie Prezesa Narodowego Banku Polskiego,
25) powoływania członków Rady Polityki Pieniężnej,
26) powoływania i odwoływania członków Rady Bezpieczeństwa Narodowego,
27) powoływania członków Krajowej Rady Radiofonii i Telewizji,
28) nadawania statutu Kancelarii Prezydenta Rzeczypospolitej oraz powoływania i odwoływania Szefa Kancelarii Prezydenta Rzeczypospolitej,
29) wydawania zarządzeń na zasadach określonych w art. 93,
30) zrzeczenia się urzędu Prezydenta Rzeczypospolitej.

## Prerogatywy występujące w konstytucji kwietniowej
Konstytucja kwietniowa znacząco zwiększała przewagę egzekutywy nad władzą ustawodawczą, wyrażało się to między innymi w prerogatywach jakie mógł zastosować prezydent. Uprawnienia prezydenta według konstytucji z 1935 r.  można podzielić na zwykłe (wymagające kontrasygnaty) oraz prerogatywy (akty urzędowe wydawane przez prezydenta nie wymagające kontrasygnaty odpowiedniego ministra). 
Do prerogatyw zaliczano: 
- wskazanie kandydata na prezydenta,
- wyznaczenie zastępcy na czas wojny, 
- mianowanie wyższych urzędników państwowych: prezesa Rady Ministrów, I prezesa Sądu Najwyższego, prezesa NIK, Naczelnego Wodza, Generalnego Inspektora Sił Zbrojnych, sędziów Trybunału Stanu oraz 1/3 senatorów, 
- oddawanie członków rządu przed Trybunał Stanu, 
- stosowanie prawa łaski, 
Oprócz wyżej wymienionych, prezydent posiadał zwykłe uprawnienia zbliżone do tych z konstytucji marcowej, jednak wymagały one kontrasygnaty.